# جودا بای
 مریم الزمانی با نام اصلی جودا بای، (۱۵۴۲ – درگذشته ۹ می ۱۶۲۳) همسر اصلی و محبوب‌ترین ملکه اکبر کبیر و ملکه مادر پسرش جهانگیرشاه، امپراتور گورکانیان هند بود. او شاهدختی از قبیله راجپوت بود. جودا بای یکی از قدرتمندترین و تأثیرگذارترین ترین و ثروتمندترین زن در امپراتوری گورکانی بود و همچنین قدرتمندترین ملکه مادر امپراتوری نیز بود او در زمان سلطنت همسرش نیز قدرتمندترین زن او بود و مقام ملکه هند و بیگم صاحب و پادشاه بیگم را دارا بود.

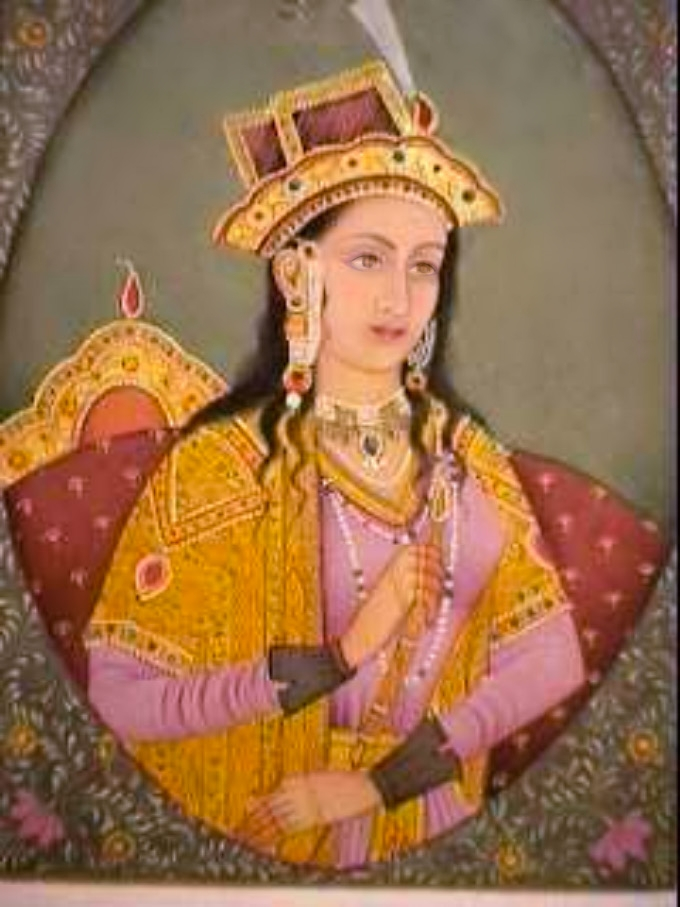
پرتره دیگر مریم الزمانی

جلال‌الدین محمد اکبر که پادشاهی مسلمان بود در سال ۱۵۶۲ میلادی با یک شاهزاده خانم راجپوتی به نام جوداها بای ازدواج کرد تا پیوند میان دین اسلام و آئین هندو را تحکیم کند سپس او را مریم الزمانی نامید آنان در سال ۱۵۶۹م صاحب پسری شدند و او را سلیم نامیدند که پس از درگذشت اکبر با نام جهانگیرشاه وارث حکومت اکبر شد ملکه جودا زنی قدرتمند در دربار شاه بود. وی مقام ملکه هند را دارا بود.
او که یک شاهزاده خانم راجپوت به دنیا آمد،  به دلیل ضرورت های سیاسی توسط پدرش، راجا برهمال عامر ، با اکبر ازدواج کرد.  ازدواج او با اکبر منجر به تغییر تدریجی در سیاست های مذهبی و اجتماعی اکبر شد. او به طور گسترده در تاریخ نگاری مدرن هند به عنوان نمونه ای از تحمل اکبر در مورد تفاوت های مذهبی و سیاست های فراگیر آنها در یک امپراتوری چند قومیتی و چند مذهبی در حال گسترش است. گفته می شد که او دارای زیبایی غیرمعمولی بود  و به دلیل فضل و عقل خود شهرت گسترده ای داشت. او جایگاه مهمی در حرمسرای اکبر داشت و از مقام ارشد اکبر بود که به قول ابوالفضل بن مبارک در حرمسرای شاهنشاهی مقام بالایی داشت. 
مریم الزمانی به عنوان زنی روشنفکر، جنگجو ، دوست داشتنی، مهربان و خوشبخت توصیف می شود که در دوران امپراتوری و ملکه مادر امپراتوری مغول از امتیازات بسیاری برخوردار بود.  او همسر مورد علاقه و تأثیرگذار اکبر بود که دارای ثروت شخصی قابل توجهی بود و به عنوان یکی از ثروتمندترین زنان زمان خود به شمار می رفت. او به عنوان شگفت انگیزترین زن تاجر امپراتوری مغول در نظر گرفته می شود که به ترسیم نقش زنان مغول در تجارت تازه در حال گسترش تجارت خارجی کمک کرد. او مادر بزرگ ترین پسر بازمانده اکبر و جانشین نهایی جهانگیر و مادربزرگ شاه جهان بود .

## نام و اوایل زندگی
مریم الزمانی در سال 1542 به عنوان دختر راجا بهارمال عامر توسط همسرش رانی چمپاواتی، دختر رائو گانگا سولانکی به دنیا آمد . [ 35 ] [ 36 ] [ 37 ] پدربزرگ و مادربزرگ پدری او راجا پریثویراج سینگ اول و آپوروا دیوی، دختر رائو لونکاران از بیکانر بودند . [ 38 ]

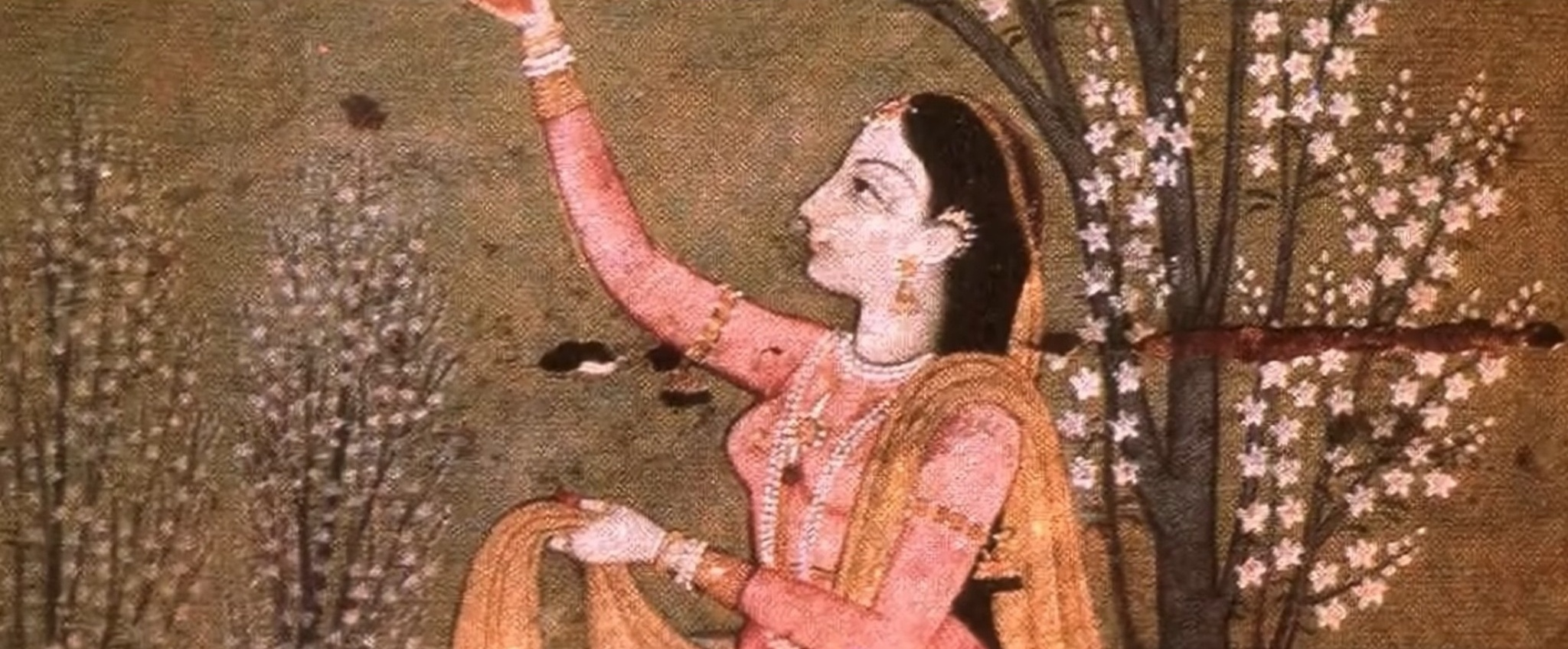
شاهدخت جودا بای

نام تولد او جودا بای است. [ 17 ] گزارش های تاریخی بعدی چندین پیشنهاد برای نام تولد او ارائه می دهند. به عنوان مثال، در یک شجره نامه قرن 18 از قبیله او ( کاچواها ) از او به عنوان " هارخان چمپاواتی " یاد می شود . [ 17 ] نام های دیگر ارائه شده توسط منابع مختلف عبارتند از Harkha Bai , [ 16 ] Jiya Rani , Maanmati Bai , [ 39 ] Harika Bai , Hira Kunwari , [ 40 ] Heer Kunwari , Shahi-Bai و Shahi Begum . [ 41 ]
در سال 1564، پس از دو سال ازدواج، اکبر به او یک نام افتخارآمیز مسلمان، « ولی نعمت بیگم» ( به معنای «نعمت خدا») اعطا کرد . [ 42 ] اکبر به مناسبت تولد پسرشان، جهانگیر ، افتخار والای لقب «مریم الزمانی» را به او داده است . [ 43 ] [ 44 ] این عنوانی بود که از او در تواریخ معاصر مغول، از جمله زندگینامه جهانگیر، توزک جهانگیری، یاد می شد . [ 45 ] به غیر از لقب مریم الزمانی، او دو عنوان باشکوه دیگر نیز به نام های « ملیکا المعظما» ( به معنای «امپراطور عالی») [ 46 ] و « ملیکا هندوستان» ( به معنای «امپراتور هندوستان») داشت. [ 46 ] او در طول سلطنت خود معمولاً به عنوان " شاهی بیگم " ( به معنای " همسر امپراتوری ") نامیده می شد. [ 47 ] [ 48 ] او رسماً از نام ولی نعمت مریم الزمانی بیگم صاحبه استفاده می کرد . [ 4 ]

## ازدواج با اکبر

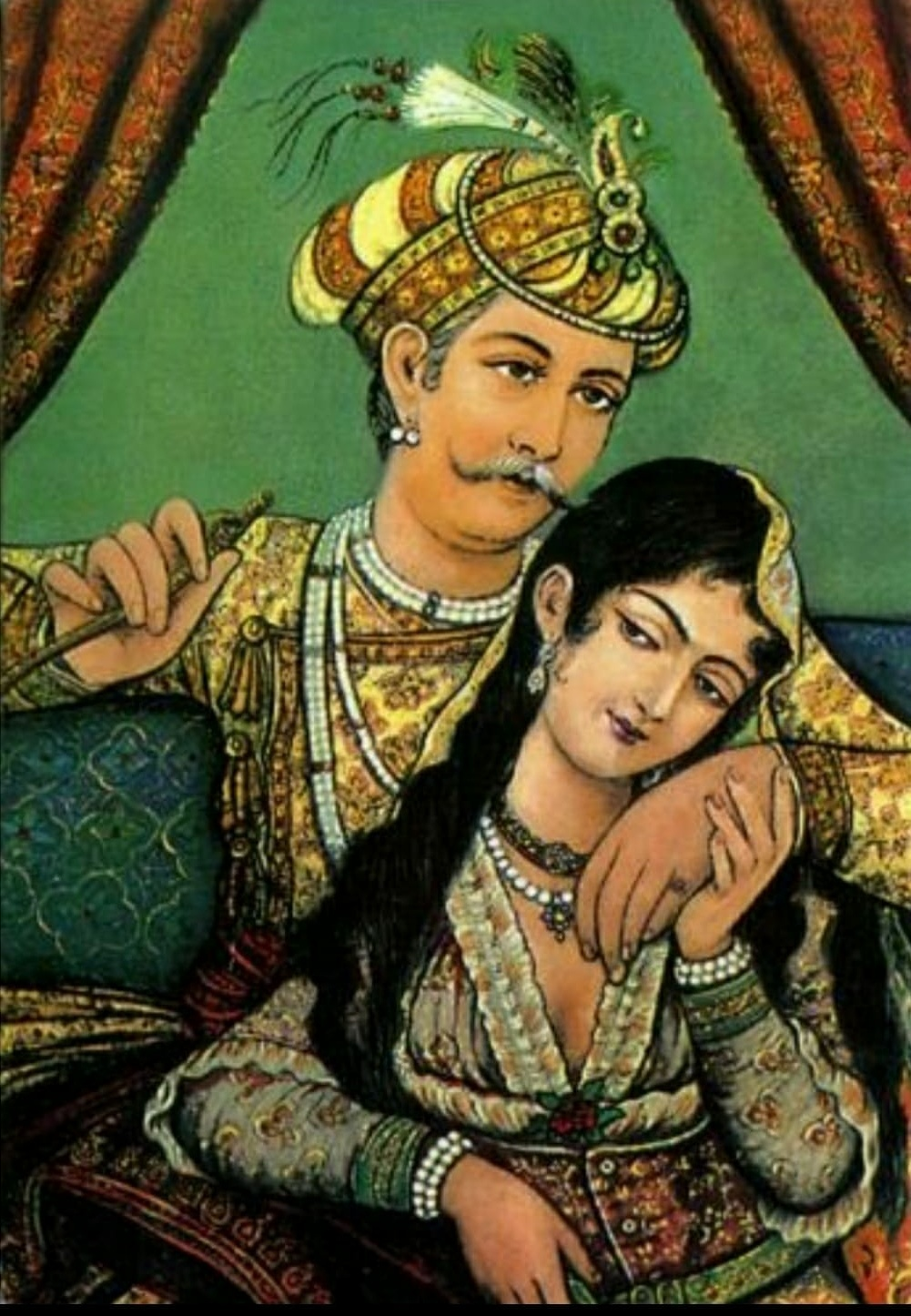
پرتره جلال الدین محمد اکبر و مریم الزمانی

ازدواج مریم الزمانی حاصل درگیری پدرش و برادر زن اکبر، شریف الدین میرزا، حکیم میوات بود . راجا بهارمال به دلیل درگیری با سوجمال توسط شریف الدین مورد آزار و اذیت قرار گرفته بود. برهارمال با پرداخت ماهیگیری موافقت کرد و پسرش و برادر کامل مریم اوز زمانی، جاگانات، و دو برادرزاده، راج سینگ، پسر راجا عسکران و خانگر، پسر جگمل را به عنوان گروگان در اختیار گرفت، اما شریف الدین می خواست او را نابود کند. [ 59 ] پس به سراغ اکبر رفت تا از او درخواست مداخله کند. امپراتور به شرط تسلیم شدن راجا بهارمل و همچنین پیشنهاد ازدواج دخترش به اکبر موافقت کرد. [ 16 ]
سپس راجا بهارمل دختر مهربان خود را که در حجاب عفت و پاکدامنی پوشیده بود، در ازدواج شرافتمندانه با امپراطور اکبر پذیرفت و متعاقباً در ردیف همسران ارجمند قرار گرفت. [ 60 ] [ 61 ] اکبرنما نقل می کند: «راجا بهارمل، دختر بزرگ خود را که در پیشانی اش چراغ عفت و عقل می درخشید، در میان خادمان غرفه باشکوه معرفی کرد». [ 22 ]
بنابراین، این ازدواج سیاسی، در میان جشن مناسب در 6 فوریه 1562 انجام شد، در حالی که اکبر در راه بازگشت به آگرا از اجمر (پس از اقامه نماز در مقبره معین الدین چشتی ) در اردوگاه نظامی امپراتوری در سامبهار، راجستان ، به جای زادگاه عروس بود. به گفته ابوالفضل، اکبر به دلیل رؤیت الهی که در اجمر شریف داشت، پیشنهاد ازدواج دختر رجا برمل را پذیرفت. ازدواج شاهزاده خانم کهربا حمایت قدرتمند خانواده او را در طول سلطنت فراهم کرد. [ 62 ]
شاهزاده خانم راجپوت جوان در زمان معین نه تنها بانوی اول امپراتوری شد، بلکه تبدیل به یک شی بسیار گرامی، بسیار تحسین شده و بسیار محبوب در قلب امپراتور شد. محبت شاهزاده خانم چنان در قلب امپراتور شعله ور شد که در اکبر در مجلسی در ملاعام او را تکه ای از ماه خواند و به سرعت ملکه خاص اکبر شاه مغول شد.در زمان اکبر هندو ها برای رفتن به معبد و پرستش خدایان خود باید هزینه سنگینی پرداخت میکردند از آنجایی که مریم الزمانی عاشق رفتن به معبد و زیارت بود اکبر شاه مالیات زیارت را برای اینکه دل همسر خود را به دست بیاورد لغو کرد و این امر بسیار مهمی بود که باعث دادن لقب اکبر به جلال الدین محمد شد و همه مریم الزمانی عامل این لقب شاهنشاه میدانند.او که همسری واقعی و شریف بود، در سال 1569 مادر شاهزاده سلیم شد و پس از آن، صعود او به مکانی منحصر به فرد در کاخ سلطنتی چشم ها را به خود خیره کرد. هنگامی که اکبر آزمایش بلندمرتبه خود را در برابری همه ادیان آغاز کرد، او به نمادی زنده از لیبرالیسم در امور مذهبی و دولتی تبدیل شد. او سرشار از هوش، شوخ طبعی و مغناطیس زنانه بود که اکبر را مجذوب خود می کرد. فقدان غرور زینتی بود که او با لطف تقریباً الهی پوشیده بود. در جوانی، در میانسالی و بعدها که شور و اشتیاق خاطره ای دلپذیر بیش نبود، همراهی کامل برای پادشاه بود. [ 63 ]
دیدگاه مورخان برجسته درباره ازدواج آنها:
"بیهاری مال جهیزیه ای غنی به دخترش داد و پسرش باگوان داس را با گروهی از سربازان راجپوت فرستاد تا خواهر تازه ازدواج کرده خود را طبق عادت هندوها به آگرا اسکورت کنند. اکبر عمیقا تحت تأثیر رفتار بسیار باوقار، صمیمانه و شاهزاده ای روابط راجپوت خود قرار گرفت. او من سینگسون راجپوت را به خدمت گرفت. مجذوب جذابیت و دستاوردهای همسرش راجپوت شد و او را به مقام ملکه اصلی رساند تا تأثیر عمیقی بر محیط فرهنگی-اجتماعی کل خاندان سلطنتی بگذارد.
-  مورخ JL Mehta ، مطالعه پیشرفته در تاریخ قرون وسطی هند (1981) [ 8 ]
"پاداش آسمانی دیری نپایید... راجا بیهاری مال از جیپور به دنبال اتحاد نظامی با مغول ها آمد و به عهد وفاداری خود، دختر بزرگ خود را به اکبر پیشنهاد ازدواج داد. امپراتور که هنوز تحت طلسم معنوی اجمر بود، فکر کرد که این پیشنهاد بخشی از طرح بزرگ خواجه را بدون هجوم پذیرفت و آن را پذیرفت... نه به عنوان یک مسلمان اصرار بر تغییر مذهب به دستور پدرش معبد کوچک و نفیس در چهار دیوار قلعه ساخته شد و همچنین شاید برای برجسته کردن هویت خود را به عنوان یک راجپوت مغرور در حرمسرا اکبر خوش قیافه بود، چون لیبرالیسم خونگرم به او احترام می گذاشت. به زودی او به مرکزی تبدیل شد که زندگی در کاخ حول آن می چرخید. اکبر اغلب در مورد مسائل مهم با او مشورت می کرد. پاسخ‌های او همیشه بلندنظرانه و فراتر از حزب‌گرایی بود. معادله اعتماد کامل به تدریج بین این دو ایجاد شد. عظمت آینده اکبر به دلیل بزرگ دلی جودا بای بود. با یک نفر کمتر به جای او، داستان سلطنت اکبر ممکن بود متفاوت باشد.» [ 64 ]
-  مونی لعل، 1980
«هیچ ازدواجی در تاریخ قرون وسطی هند، از نظر سیاسی، به اندازه ازدواجی که اکبر با دختر راجا بهارمال عامر در ژانویه 1562 منعقد کرد، شاد و مثمر ثمر نبود. این ازدواج نماد طلوع عصر جدیدی در سیاست هند بود؛ این کشور سلسله حاکمان قابل توجهی را به کشور داد؛ به چهار نسل از برخی از امپراطوران مغول و بزرگ‌ترین دیپلمات‌های امپراتوری مغول، خدماتی را تضمین کرد. تولید شده است." [ 65 ]
—  دکتر بنی پراساد، تاریخ جهانگیر
"در واقع، از یک جهت، ازدواجی در بهشت بود. نه تنها شاهزاده خانم کهربا به یک قادسی ارکانی بسیار محترم مریم الزمانی (ستون خلوص، مریم عصر)، ملکه مادر پسر اول اکبر و جانشین بعدی اکبر تبدیل شد، بلکه این ازدواج نیز به پشتوانه آن قدرت بزرگ تبدیل شد. قدرت نظامی اکبر و بنیان امپراتوری مغول به خودی خود، هیچ چیز غیرعادی در مورد اینکه پادشاهان هندو دختران خود را به فرمانروایان مسلمان تقدیم می کردند وجود نداشت، اما نگرش اکبر نسبت به همسرش و خانواده اش به طور قابل توجهی متفاوت بود، او از او نخواست که به اسلام گروید، بلکه به او اجازه داد تا در مراسم شاهنشاهی هندو مشارکت کند. با بستگان او به عنوان یک دست نشانده رفتار نمی شد، بلکه به عنوان متحدان واقعی، دوستان و اعضای خانواده، از هر نظر، برابر یا برتر از امیران برجسته مسلمان، سنگ بنای قدرت نظامی او و انسجام داخلی امپراتوری او بود.
-  دیرک کولیر، مغول های بزرگ و هند آنها

## به عنوان ملکه هندوستان
```
ملکه مادر در زمان سلطنت پسرش یاد می شد. امپراتوری نفوذ قابل توجهی بر اکبر داشت. [ 97 ] [ 28 ] رتبه بالای او در حرمسرای امپراتوری قدرت و امتیاز قابل توجهی را برای او به ارمغان آورد. [ 49 ] ترمیزی اعلام می کند که بازنشستگی او به عنوان همسر ملکه امپراتوری مغول پس از مرگ همسرش، اکبر، بود که به کاهش نفوذ راجپوت در دربار مغول انجامید. [ 98 ] او به عنوان یک زن کاریزماتیک و ماجراجو [ 99 ] توصیف می شود که دارای روحیه بالا و ذوق چیزهای غیر معمول است. [ 100 ] او نه تنها به خاطر فضایل متمایز بردباری اش بلکه به خاطر بخشندگی و دلسوزی گسترده اش برای فقرا، احترام بی دریغ را از همه جوامع دریافت کرد. [ 101 ]
```

ابوالفضل بن مبارک در اکبرنامه او را با کلمات زیر توصیف می کند: «دختر بزرگ رجا بهارمل که نورهای عفت و عقل در پیشانی او می درخشید». [ 22 ] ابوالفضل او را «برگزیده ترین سیب باغ بهشت» می نامد. [ 93 ] یکی دیگر از مسافران پرتغالی معاصر، توماس رو، او را به عنوان یک "ماجراجوی بزرگ" توصیف می کند. [ 99 ]
او اغلب در سنت، به عنوان نیروی محرکه اصلی و الهام‌بخش اصلی برای ترویج سکولاریسم اکبر در نظر گرفته می‌شود. [ 102 ] به قول لعل مورخ، «شخصیت و زیبایی مریم الزمانی در واقع تا حدودی عامل بی طرفی مذهبی اکبر بود». [ 103 ] او شریک فعالی در جستجوی دین الهی اکبر بود. [ 104 ] نظام الدین احمد اظهار می دارد که «دختر راجا بیهاری مال که در حجاب عفت بود، با ازدواج با اعلیحضرت شرافت یافت و در ردیف همسران ارجمند قرار گرفت». [ 60 ] عبدالقادر بدیونی او را زنی با خلق و خوی ملایم توصیف می کند. [ 61 ]
اکبر چندین قصر در فاتح پور سیکری، ماندو، لاهور و آگرا برای او ساخته بود. [ 102 ] اعتقاد بر این است که در آگرا، کاخ محل اقامت او جهانگیری محل است که توسط اکبر برای همسران هندو خود ساخته شده است. هنگامی که اکبر در سال 1571 دربار خود را به فاتح پور سیکری منتقل کرد ، او در یکی از باشکوه ترین و زیباترین کاخ های فاتح پور سیکری که در مجموعه Zenana ساخته شده بود اقامت کرد. این کاخ طبق معماری راجستانی ساخته شده است. این کاخ که معمولاً به نام جودا بای محل شناخته می شود ، از نظر داخلی نیز به خوابگاه اکبر متصل بوده است. کاخ او با نقاشی های لرد کریشنا تزئین شده بود و در زمان خود با سنگ های قیمتی و نقاشی های دیواری تزئین شده است. این کاخ همچنین شامل معبدی است که ملکه برای دعاهایش از آن استفاده می کرد و ریاضی تولسی. محله جودا بای با هیاهوی معماری هندی و ایرانی شاهکاری بود. این کاخ بزرگ‌ترین کاخ مسکونی شهر بود و تا به امروز، اگرچه در ویرانه‌ای، به عنوان یادگار عشق اکبر به شاهزاده خانم کهربا پابرجاست. [ 106 ]کاخ او در ماندو به نام معبد نیلکانت (ماندو) یا همان طور که جهانگیر در زندگی نامه خود به ثبت رسانده است، عمارت دلخوشا (مسکن دلخوشا)، مکان مورد علاقه جهانگیر بود که در آنجا تولد خود را با مادرش جشن می گرفت، همانطور که توماس رو، مبلغ مسیحی در دربار جهانگیر ثبت کرده است. این کاخ در سال 1574 توسط اکبر برای او ساخته شد و دارای معبد لرد شیوا با شیو لینگ است و طبق معماری مغول بر روی یک تپه ساخته شده است. [ 107 ] او همچنین حامی چندین شهر در دوران سلطنت خود بود و جاگیرهای زیادی داشت. [ 108 ]
او اغلب به زادگاهش، آمبر، که تنها 200 کیلومتر با خانه اش فاصله داشت، سفر می کرد. [ 49 ] در طول لشکرکشی گجرات، زمانی که برادرش بوپات در جریان نبرد سارنال درگذشت، اکبر مریم اوز زمانی را که با او همسفر بود، برای تسلیت و شرکت در مراسم عزاداری برادرش به شهر زادگاهش عامر فرستاد. [ 20

## قدرتمندترین ملکه مادر
مریم الزمانی ثروتمندترین زن زمان خود بود که دارای ثروت شخصی قابل توجهی بود و از نفوذ و ثروت خود برای ساختن باغ ها، چاه ها و مساجد در اطراف روستاها استفاده کرد. [ 49 ] در زمان سلطنت اکبر و جهانگیر، غالباً توسط اعضای دربار و دیگر مردم شهر مورد تجلیل قرار می گرفت و به او هدایا و جواهراتی را که در جایگاهشان بود تقدیم می کردند. [ 96 ] [ 32 ] [ 109 ] مریم الزمانی کارگزاران، واسطه ها و مشاوران مالی متعددی داشت که «وزارت دارایی امپراطور را به صورت مینیاتوری منعکس می کردند». [ 49 ] او وکیل خود را داشت تا او را نصیحت کنند و اموال مختلف او را حفظ کنند. [ 110 ]
او یکی از چهار شخصیت ارشد دربار مغول و تنها زنی بود که بالاترین درجه نظامی را داشت که با رتبه خود امپراتور یعنی 12000 واحد سواره نظام برابری می کرد. [ 34 ] معروف بود که او هر سال به مناسبت جشن سال نو جواهری را از هر نجیب زاده ای «بر اساس دارایی اش» دریافت می کرد، افتخاری که برای هیچ ملکه مغول دیگری اعطا نمی شد. جهانگیر همراه با درباریانش در آستانه سال نو جواهرات و هدایایی را در کاخ به او هدیه می‌کرد. [ 34 ] او همچنین تلاش های صادقانه ای برای گسترش آموزش در بین مردم عادی انجام داده بود. [ 111 ] شوهر امپراتورش مقام بالایی داشت. [ 49 ] مونی لعل از او به عنوان بانوی اول امپراتوری یاد می کند. او حق داشت به نام خود اسناد و احکامی رسمی به نام فرمان صادر کند. [ 112 ] صدور چنین احکامی به بالاترین بانوان حرمسرا مانند حمیده بانو بیگم ، نور جهان، ممتاز محل و جهان آرا بیگم محدود می شد. [ 113 ] [ 114 ] بازنشستگی مریم اوز زمانی پس از مرگ همسرش به همراه مرگ جگات گوسین به کاهش نفوذ راجپوت در دربار مغول انجامید. [ 98 ]
حرمسرای شاهنشاهی اکبر دوباره سازماندهی شد و به نهادی دژ مانند تبدیل شد که کاملاً در تضاد با تصویر دوران سلطنت بابر و همایون است. هاربنس موخیا این تغییر را به تأثیر فزاینده اخلاق فرهنگی راجپوت بر اکبر از زمان ازدواج او در سال 1562 با مریم اوز زمانی نسبت داد. [ 115 ] ایرا موخوتی بین احترام اکبر به خورشید پرستی و نماد قبیله خانواده هارکا بای که لرد سوریا (خورشید) است، تشابهی ترسیم می کند. [ 49 ]
امپراتور از آزادی بیان قابل توجهی در امور دادگاه برخوردار بود. [ 97 ] یکی از اپیزودهایی که بدیونی ضبط کرد این است که یک بار در هنگام اعدام یک برهمن توسط یک دربار مسلمان محافظه کار اکبر در حالی که اکبر دستور داده بود تحقیقات ادامه یابد، زنان هندو علناً امپراتور اکبر را به دلیل کوتاهی در اجرای دستورش طعنه زدند. [ 23 ] علمای دینی دربار اکبر از تأثیر مریم الزمانی و همسران هندویش بر او در واداشتن او به آیین ها و اعمال فرهنگ هندو به کلی ناخرسند بودند. گفته می‌شود که او از همان اوایل جوانی از همسران هندو خود با دستور سوزاندن مداوم حم تعریف می‌کرد و بعداً زمانی که مذهبش را در اواخر سال‌های عمرش «توحید اللّهی» تأسیس کرد، خودش این عمل را انجام داد. [ 116 ]
اکبر با توجه به مخالفت همسران هندو خود از خوردن گوشت گاو دست کشید زیرا گاو در دین آنها به عنوان یک حیوان مقدس در نظر گرفته می شد. همسران هندو او را تحت تأثیر قرار دادند تا از خوردن پیاز و سیر خودداری کند. آنها همچنین به اندازه کافی بر او تأثیر گذاشتند که هرگز ریش نگذارد و از معاشرت با افرادی که ریش دارند خودداری کند. بدیونی می‌گوید که برای جلب محبت زنان هندو و حسن نیت آنها، از هر چیزی که برای آنها نفرت طبیعی بود کاملاً پرهیز می‌کرد و اگر مردان ریش‌های خود را می‌تراشیدند، آن را نشانه ارادت خاصی به خود می‌دانست. [ 117 ]
محافظه کاران مسلمان دربار از نفوذ مریم الزمانی و همسران هندو او بسیار خشمگین شدند، حتی زمانی که اکبر به همه حاضران در دربار دستور داده بود که در هنگام نماز مغرب زنان هندو، هنگامی که حمام را در معابد خود برای احترام به سنت ها و فرهنگ خود روشن می کنند، برخیزند و مطمئن شوند که او از این امر مستثنی نیست. [ 23 ]
یکی از شفاعت های او در تمایل پسرش در ماه مه 1603 بود، زمانی که اکبر پیشنهاد کرد که سلیم باید یک لشکرکشی نظامی برای تنبیه رانا آمار سینگ که در حال تجاوز به سرزمین های مغول در راجستان بود، انجام دهد. سلیم که به انگیزه‌های پدرش مشکوک بود، از پذیرفتن این مأموریت ابراز اکراه کرد، اما این امر اکبر را برانگیخت تا با صدور فرمان رسمی، شهزاده سلیم را به فرماندهی اعزامی پیشنهادی منصوب کند. خانم های حرمسرا، مریم اوز زمانی و سلیمه سلطان بیگم از امپراتور درخواست کردند که این موضوع را تحت فشار قرار ندهد و اجازه دهد سلیم زیر چشم او در دربار زندگی کند. اکبر تسلیم التماس آنها شد و فرمان را پس گرفت. [ 118 ] مونی لعل می گوید که در زمانی که اکبر برای جنگ به سوی سلیم لشکر کشید، مریم الزمانی از وفاداری متضاد بین پدر و پسر پاره شد. [ 119 ]
مونی لعل به مداخله دیگری از او در کنار سلیمه سلطان بیگم برای لغو دستورات حبس خانگی سلیم توسط اکبر اشاره می کند. اکبر پس از مرگ حمیده بانو بیگم برای پایان دادن به شورش و پایان دادن به شرابخواری و هرزگی خود دستور داد که او را در سلول انفرادی در غسلخانه نگه دارند و دستور داد که مشروب و تریاک ننوشند. سلیم که تمام مدت برای شراب التماس می کرد مانند یک دیوانه رفتار می کرد. اکبر پزشک خود را گماشت تا حداقل الکل لازم را برای سلامتی او توصیه کند. مونی لال ادعا می‌کند، «رام کردن سلیم خوش‌خلق با پیچیدگی‌هایی همراه بود، به‌ویژه زمانی که مریم زمانی و سلیمه بیگم به سر و کله مکر خود دست زدند تا هیچ طرحی را برای به دست آوردن آزادی برای بابای خود بی‌استفاده نگذارند. فشار ملکه های ارشد بیش از حد قانع کننده ای شد که نمی توان برای مدت طولانی در مقابل آن مقاومت کرد. اکبر تسلیم شد و به سلیم اجازه داد تا به کاخ خود برود. [ 120 ]

### ماجرای خسرو
پس از مرگ اکبر در سال 1605، او سپر اصلی نوه خود خسرو میرزا شد و همانطور که توسط یک مبلغ مسیحی حاضر در دربار مغول ذکر شده است، او به همراه سلیمه سلطان بیگم ، شکر النساء بیگم و سایر جانشینان امپراتور سی جهانگیر عفو شاهزاده را دریافت کرد. [ 121 ] اشاره شده است که نورجهان در برابر مادرشوهرش، ملکه مادر مریم اوز-زمانی، برای تصاحب مسئولیت شاهزاده خسرو که توسط ملکه جاه طلب نور جهان رقیب قدرتمندی برای تاج و تخت تلقی می شد، اشک می ریخت، اما او موفق نشد. [ 122 ] جهانگیر تسلیم خواهش های مادر، خواهران، نامادری ها و خواهران خسرو شد و کنترل خسرو را به نورجهان یا شاهزاده خرم واگذار نکرد. [ 123 ]

## فرزندان
مریم الزمانی از اکبر کبیر صاحب ۴ فرزند پسر و ۱ دختر شد:
•حسن میرزا (19 اکتبر 1564، آگرا، امپراتوری مغول - 5 نوامبر 1564، آگرا، امپراتوری مغول) (دوقلو با حسین)  
•حسین میرزا (19 اکتبر 1564، آگرا، امپراتوری مغول - 29 اکتبر 1564، آگرا، امپراتوری مغول) (دوقلو با حسن) 
•جهانگیر (سلیم) (30 اوت 1569، فاتح پور سیکری ، امپراتوری مغول - 28 اکتبر 1627، راجوری، امپراتوری مغول) 
•دانیال میرزا (11 سپتامبر 1572، اجمر، امپراتوری مغول - 19 مارس 1605، امپراتوری مغول) 
•فیروز خانم (متولد 1575)

## مرگ

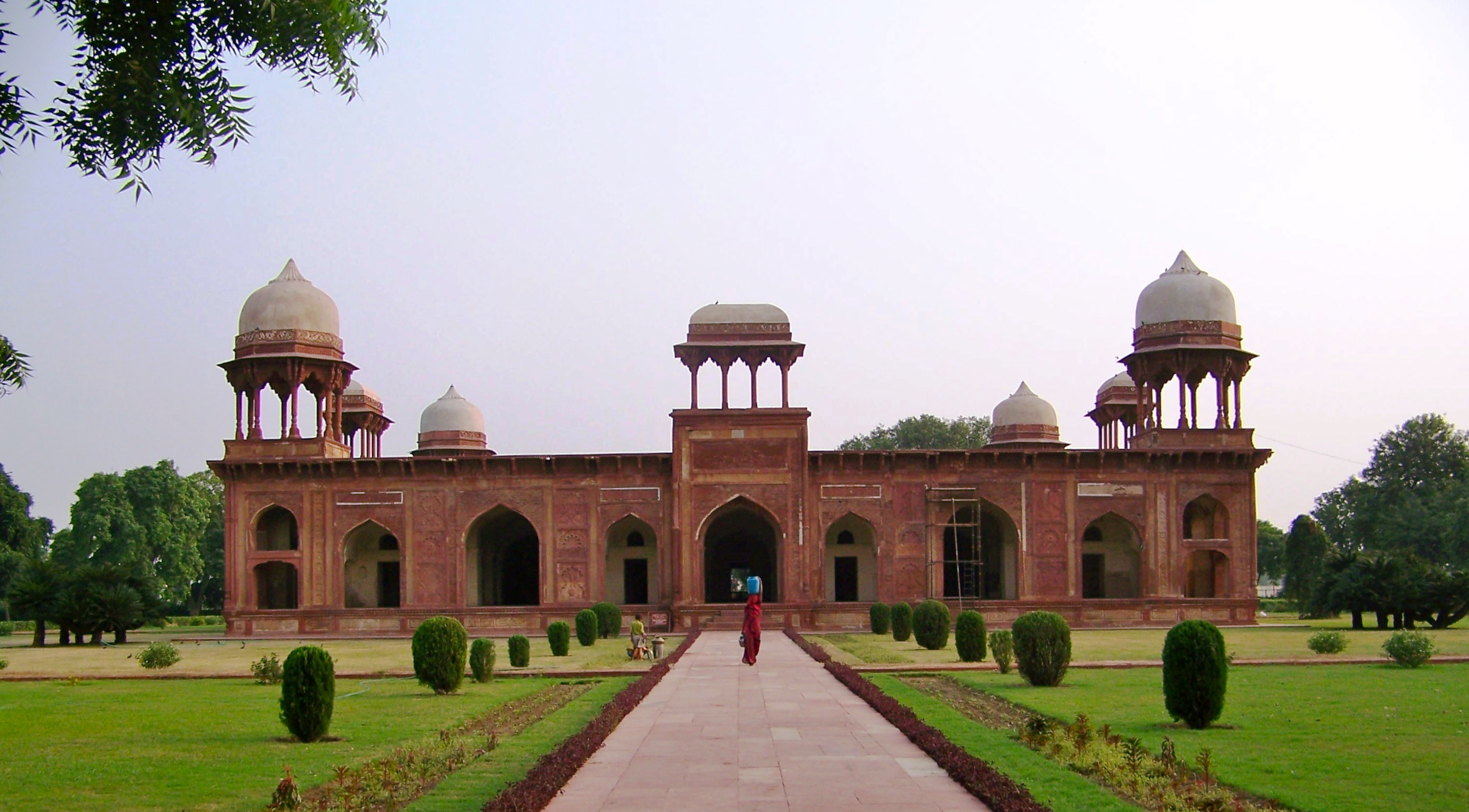
مسجد مریم الزمانی بیگم

مریم الزمانی در ماه مه 1623 درگذشت، بسیار ثروتمند و قدرتمند، [ 189 ] [ 190 ] [ 49 ] و با دفن او در مقبره ای نزدیک به مقبره اکبر، تجلیل لازم به عمل آمد. [ 189 ] [ 33 ] تمایل او به نزدیک بودن به شوهرش حتی در هنگام مرگ در مجاورت آرامگاهش با شوهرش اکبر نمایان است. هیچ مدرک مشخصی وجود ندارد که دلیل مرگ او را بیان کند، اگرچه اعتقاد بر این است که به دلیل بیماری بوده است. جهانگیر از سال 1616 به بعد در زندگی نامه خود چندین اشاره به رو به زوال سلامتی او کرده بود و او را ضعیف می خواند.
آرامگاه او که بین سال‌های 1623 و 1627 ساخته شد، در جاده Tantpur در جیوتی ناگار، در کنار مقبره اکبر قرار دارد. آرامگاه مریم به سفارش پسرش جهانگیر که گمان می‌رود از دست دادن او بسیار غمگین است، [ 33 ] تنها یک کیلومتر از مقبره اکبر کبیر در جهت ماثورا [ 191 ] فاصله دارد و او به عنوان تنها همسر مدفون در نزدیکی اکبر ایستاده است. آرامگاه او از یک جنبه مهم شبیه مقبره شوهرش است، طبقه فوقانی هر دو به روی آفتاب و باران باز است و گوشه های بالایی آن با آلاچیق های زیبایی که با گنبدهای دوست داشتنی پوشانده شده اند تزئین شده است. [ 58 ] خود قبر زیر زمین است و پلکانی به آن منتهی می شود. [ 192 ]

## معماری و خیرات ها

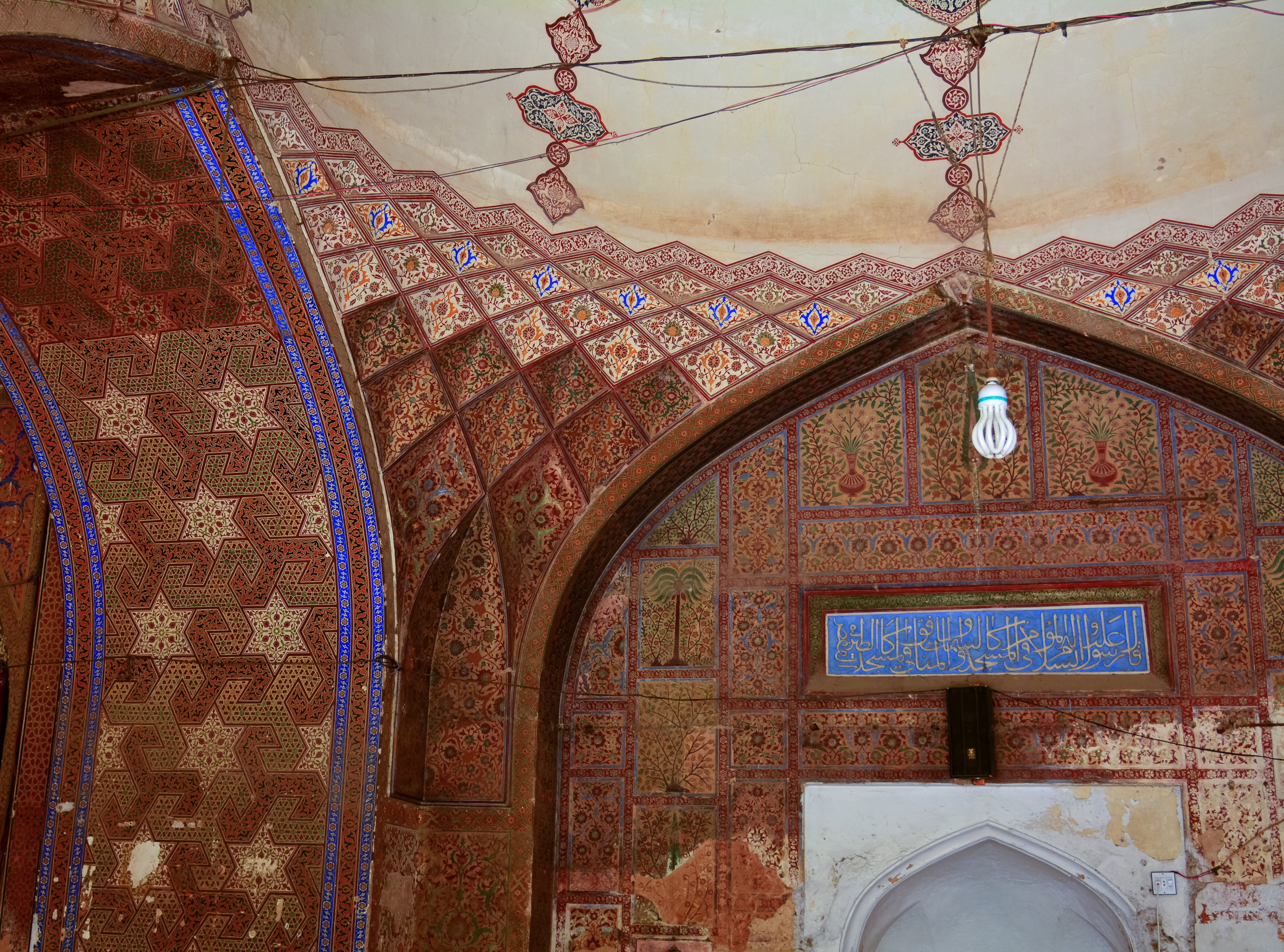
مسجد بیگم شاهی

مریم الزمانی یکی از حامیان بزرگ زن هنر و معماری زمان خود بود. [ 171 ] او یکی از قدیمی ترین مساجد ساخته شده را در لاهور ، پاکستان ، طبق معماری مغول، که به مسجد بیگم شاهی معروف است، ساخت . [ 172 ] [ 173 ] [ 29 ] او حامی یک کار عمومی قابل توجه، بائولی (چاه پله ای) همراه با باغی در نزدیکی منطقه قدیمی در برهامبد، بایانا بود . [ 29 ] [ 171 ] [ 174 ] با این حال، تنها بائولی باقی مانده است. او باغ بزرگی را در اطراف مقبره شوهر امپراتور فقید خود، اکبر ایجاد کرد و سپس در آنجا به خاک سپرده شد. [ 175 ] او همچنین ورودی قلعه لاهور، معروف به مسجد دروازه، را که اکنون به ماستی درواجا (دروازه مستی) خراب شده است، سفارش داد. [ 173 ] [ 172 ] [ 176 ]
هم مسجد مریم الزمانی و هم بائولی (چاه پله) کتیبه ای داشتند که نقش او را در ساخت این بناهای تاریخی تایید می کرد. بنای مسجد در اوایل دوره جهانگیر در سال 1023ق/1614م در کتیبه ای فارسی که بر نمای دروازه شمالی نصب شده است، ثبت شده است. [ 173 ] کتیبه ای از سنگ مرمر بر دروازه بائولی (چاه پله) قدمت آن را به سال هفتم سلطنت جهانگیر (1612) می دهد. به این ترتیب همزمان با مسجد بیگم شاهی در لاهور ساخته شد. [ 171 ] بنابراین سلطنت جهانگیر مهر حمایت زنانه را دارد. [ 177 ]
مسجد بیگم شاهی قدیمی ترین مسجد نفیس تاریخی امپراتوری مغول است که در زمان جهانگیر ساخته شده است . [ 173 ] [ 172 ] [ 177 ] این مسجد به افتخار او به نام او نامگذاری شد و به مسجد بیگم شاهی معروف است. نزدیک به دروازه قدیمی مستی شهر محصور لاهور ، روبروی دیوارهای شرقی قلعه لاهور واقع شده است . [ 172 ] به دلیل نقاشی های دیواری اش که به دلیل تکنیک عالی و تنوع موضوعات قابل توجه هستند، منحصر به فرد است. [ 178 ] کهن ترین نقوش ایرانی در معماری مغول را نشان می دهد . [ 179 ]
این نقاشی‌ها در پاکستان و شاید در هند «به دلیل ظرافت و تنوع پر جنب و جوش» و به دلیل لحن طلایی هماهنگ‌شان، که تنها بخشی از آن به دلیل قدمت است، بی‌رقیب هستند. [ 180 ]
-  مورتیمر ویلر، پنج هزار سال پاکستان
"هرگز در تاریخ معماری اوایل دوره مغول چنین استفاده گسترده و انحصاری از این نوع تزئینات پیدا نکردیم. تنوع بی‌پایان طرح‌های هندسی گل و کتیبه‌ای که در رنگ‌بندی ظریف بر سطح داخلی گسترده شده‌اند، مشخصه‌ای است که در جای دیگر دیده نمی‌شود." [ 181 ]
—  احمد نبی خان، باستان شناسی پاکستان شماره 7
این مسجد بهترین نمونه از آمیختگی اجزای تیموری و صفوی است. نمازخانه مسجد بیگم شاهی یک بنای پنج خلیجی تک راهرو با تزئینات منقوش استادانه است. گنبد مرکزی داخلی آن یکی از اولین رخدادهای تاریخی شبکه ای را که از نقاطی که در دایره های متحدالمرکز چیده شده اند را نشان می دهد. [ 177 ]
این مسجد دارای اولین اتاق نماز پنج خلیج لاهور است که بعدها نمونه ای از مساجد بعدی مغول مانند مسجد وزیرخان و مسجد بادشاهی خواهد بود . [ 182 ] سقف های مقبره ایتماد الدوله ، با طاق های توری و شکل های ستاره ای بسیار کروم خود ، نسخه ای زیباتر از سقف های مسجد بیگم شاهی است . [ 183 ] [ 184 ] نمازخانه مسجد وزیرخان با نقاشی دیدنی و زیبا و فضای داخلی آن و همچنین طاق نما و طاق های ستاره ای پیشتاق مرکزی با استفاده از تکنیکی مشابه آنچه در مسجد بیگم شاهی وجود داشت، به شکلی پررنگ چند رنگ شده اند . [ 185 ]
این مسجد در زمان ساخت آن تنها مسجد مهمی بود که در مجاورت قلعه لاهور قرار داشت و به همین دلیل اشراف دربار مغول در آن رفت و آمد داشتند. این مسجد بیش از دویست سال توسط اشراف مغول و مردم عادی برای اقامه نماز باقی ماند تا اینکه توسط رنجیت سینگ به یک کارخانه باروت تبدیل شد .
در حدود سال 1612 پس از میلاد، او یک چاه بزرگ و یک باغ بزرگ در بایانا در نزدیکی منطقه برهم آباد راه اندازی کرد. [ 174 ] [ 186 ] پسرش، جهانگیر، که در حدود سال 1619 از آن بازدید کرد و اشاره کرد که این یک ساختمان بزرگ بود و با هزینه 20000 روپیه بسیار خوب ساخته شده بود، بسیار مورد استقبال قرار گرفت. پیتر موندی، مسافر انگلیسی، بائولی را «بهترین از این نوع که من تا به حال دیده‌ام،... یک کار بسیار پرهزینه و کنجکاو» می‌دانست. [ 171 ] علاوه بر این ، او اشاره می کند که این یک ساختمان بزرگ با دروازه های زیبا ، گنبدها ، طاق ها ، اتاقک ها ، گالری ها ، ستون ها و اتاق های بالا و پایین است. چاه پلکانی شامل یک دروازه، چهار پله پلکانی است که به سطح آب منتهی می‌شود و یک چاه در انتهای محور اصلی که همه از ماسه‌سنگ قرمز ساخته شده‌اند. یکی دیگر از مسافران اروپایی، Thevenot که متوجه این مجموعه باغ و بائولی شده است، آن را به عنوان یک خانه سلطنتی یاد می کند و به این نکته اشاره می کند که این ساختمان همچنین برای اقامت صاحب سلطنتی این مجموعه در بازدیدهای گاهگاهی وی از محل بوده است. [ 108 ]
دروازه اصلی بائولی توسط یک سازه دو طبقه رو به شرق نشان داده شده است که در آن درگاه مستطیلی کوچکتر در یک قوس بلند قاب شده است. به نظر می‌رسد این دروازه معمولاً نمایانگر معماری سیکری مغول پس از فتح‌پور در اوایل قرن هفدهم باشد، همچنین نشانی از مفاهیم راجپوت دارد. اگرچه تنها دو طبقه وجود دارد، اما به گونه ای ساخته شده است که جلوه سه طبقه را از جلو ارائه دهد. بائولی به عنوان بخشی از باغ ساخته شده توسط ملکه ساخته شد. [ 187 ] Rajeev Bargoti اشاره می کند که علاقه او به تجارت نیل ممکن است به این دلیل باشد که کمک های بلاعوض او در منطقه تولید نیل در اطراف بایانا از جمله pargana Jansath واقع شده است. [ 108 ]
کتیبه روی مریم اوز زمانی بائولی (چاه پله): 
«1. در زمان شاه نورالدین جهانگیر ، دنیا به خاطر خیرخواهی او باغی شد.
2. به دستور مادرش مریم زمانی نور الهی روشن شد.
3. در آنجا باغ (باغ) و بائولی (چاه پلکانی) زیبا ساخته شد که بهشت را از شرم سرخ کرد.
4. اطلاعات برای تاریخ هجری گفته است: «سن هفتم جلوس پادشاهی» (هفتمین سال سلطنت). " [ 188 ]
-  راجیف بارگوتی، بائولی مریم زمانی در بیانا

## در فرهنگ عامه

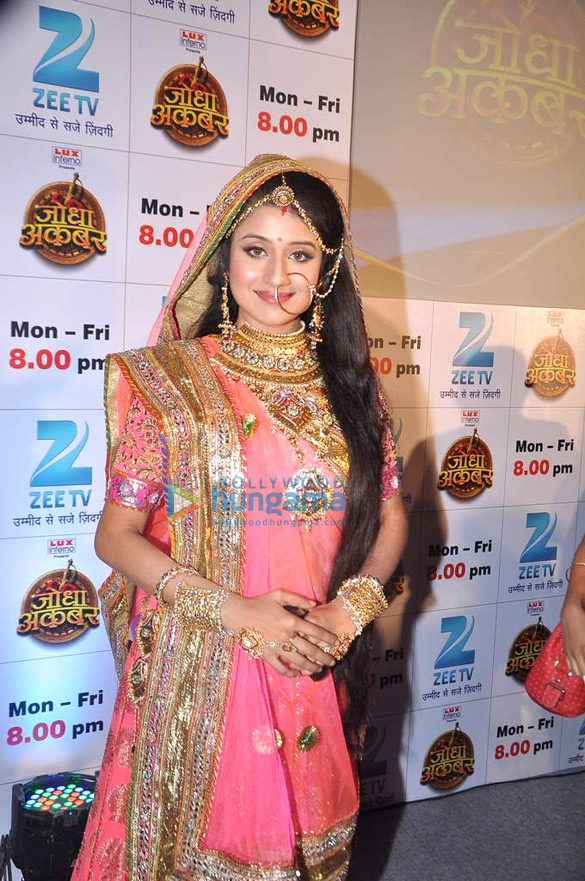
پاریدهی شارما بازیگر نقش مریم الزمانی در سریال جودا اکبر

### سینما و تلویزیون
سولوچانا در سال 1953 در فیلم انارکالی نقش رانی جودا بای را بازی کرد . [ 193 ]
دورگا خوته جودا بای را در فیلم حماسی هندی 1960 مغال اعظم به تصویر کشید . [ 194 ]
زهرا میرزا در سال 1958 در فیلم اردو انارکلی نقش جودا بای را بازی کرد .
جامونا نقش جودا بای را در فیلم تلوگو اکبر سلیم انارکلی بازی کرد
پوجا آچاریا در سریال تلویزیونی دوردارشان اکبر بزرگ (1988–1989) نقش مریم اوز زمانی را در نقش جودا بای ایفا کرد.
آیشواریا رای نقش جودا بای را در فیلم فرمانروای عشق به کارگردانی آشوتوش گواریکار در سال 2008 ایفا کرد .
پاریدهی شارما در سریال درام تاریخی جودا اکبر که از سال 2013 تا 2015 پخش شد، نقش جودا بای را بازی کرد. [ 196 ]
دلناز ایرانی از سال 2014 تا 2016 در سریال کمدی تاریخی هار مشکیل کا حال اکبر بیربال جودا بای را ایفا کرد و در سال 2016 به دلیل مشکلات شخصی در دسترس نبود، جای او را به پراگاتی مهرا داد. 
تاشا کاپور نقش هیر کونواری با نام مستعار جودا بای را در فیلم بهارات کا ویر پوترا - ماهارانا پراتاپ به تصویر کشید [ تایید لازم است ]
جودا بای توسط گوردیپ کوهلی در سریال تلویزیونی رنگها به تصویر کشیده شد 
آدیتی ساجوان در سریال کمدی ستاره بهارات اکبر کا بال بیربال نقش ملکه را بازی کرد . [ 199 ]
انورادها طرفدار در فیلم پل اکبر منوهر ارشی نقش جودا بای را بازی کرد . [ 200 ]
ساندیا مریدول جودا بای را در فیلم Taj: Divided by Blood به تصویر کشیده است . [ 201 ]

### رمان ها
جودا بای همچنین یکی از شخصیت‌های اصلی رمان «جادوگر فلورانس» اثر سلمان رشدی در سال 2008 است .
او شخصیت محوری در کتاب سابهادرا سن گوپتا ، خاطرات نوجوان جود بای ، به عنوان شخصیت جود بای است.